# Jacek Różański (kardiochirurg)
Jacek Różański (ur. 29 lutego 1944) – polski kardiochirurg, profesor medycyny.

## Biografia
W 1970 ukończył studia na Wydziale Lekarskim Akademii Medycznej w Warszawie. W 1978 uzyskał specjalizację I stopnia z chirurgii ogólnej, a w 1984 II stopień specjalizacji. W 2000 habilitował się dzięki rozprawie zatytułowanej „Leczenie operacyjne wad wrodzonych serca z użyciem homograftów". W 2006 pełnił funkcję kierownika II Kliniki Kardiochirurgii potem tę funkcję objął Zbigniew Religa, a do stycznia 2015 był kierownikiem Kliniki Kardiochirurgii i Transplantologii Instytutu Kardiologii im. Prymasa Tysiąclecia Stefana Kardynała Wyszyńskiego w Warszawie, gdzie następnie został konsultantem. W 2016 został mianowany przez ministra zdrowia na funkcję konsultanta krajowego w dziedzinie kardiochirurgii. Należy do Polskiego Towarzystwa Kardio-Torakochirurgów, gdzie pełni funkcję członka zarządu. 
Jest autorem szeregu prac oryginalnych, publikowanych w czasopismach naukowych polskich i zagranicznych, m.in. w takich jak: „Kardiologia Polska", „European Journal of Cardio-Thoracic Surgery", „Kardiochirurgia i Torakochirurgia Polska", „Journal of Cardiothoracic Surgery", „European Heart Journal", „Catheterization and Cardiovascular Interventions" oraz „Annals of Transplantation".
W 2016 został odznaczony Krzyżem Oficerskim Orderu Odrodzenia Polski za zasługi w pracy naukowo-badawczej w dziedzinie nauk medycznych, za zasługi w ochronie zdrowia, a w szczególności dla rozwoju polskiej transplantologii i kardiochirurgii.
Członek zespołu OBR FSO i mistrz Polski w rajdach samochodowych sezonu 1976 jako pilot Tomasza Ciecierzyńskiego.